# 常滑市立南陵中学校
常滑市立南陵中学校（とこなめしりつ なんりょうちゅうがっこう）は、愛知県常滑市苅屋町にある公立中学校。

## 概要
- 常滑市立西浦北小学校校区、常滑市立西浦南小学校校区、常滑市立小鈴谷小学校校区の生徒が通学する[1]。
- 1963年、旧・知多郡西浦町の中学校であった常滑市立西浦中学校[注釈 1]と、旧・知多郡小鈴谷町の中学校であった常滑市立小鈴谷中学校[注釈 2]を統合し、新たに開校した中学校である。

## 沿革
- 1963年（昭和38年）4月 - 常滑市立西浦中学校と常滑市立小鈴谷中学校を統合し、常滑市立南陵中学校として開校。統合校舎は無く、旧・西浦中学校を西浦教場、旧・小鈴谷中学校を小鈴谷教場として授業を行う。
- 1964年（昭和39年）9月 - 校舎（北校舎）が完成する。西浦教場、小鈴谷教場を廃止する。
- 1965年（昭和40年）8月 - 特別教室が完成する。
- 1966年（昭和41年）3月 - 南校舎が完成する。
- 1968年（昭和43年） - 体育館が完成する。
- 部活はサッカー　バレー　卓球　文化科学　文化家庭　剣道　テニス　吹奏楽がある。

## 交通アクセス
- 知多バス常滑南部線「南陵中学校前」バス停より徒歩すぐ。

## 周辺施設
- 常滑市立西浦南小学校
- 南陵公民館
- 苅屋漁港